# Lethenyei István
Lethenyei István (Császta, 1588. – Kőszeg, 1653.) evangélikus esperes, egyházi író.

## Élete
Hazai tanulmányainak befejeztével 1609 novemberében beiratkozott a wittenbergi egyetemre. Hazatérése után, 1614 körül sárvári iskolamester, 1617-től lövői, 1621. júniustól 1643. novemberig (Nádasdy Ferenc megtéréséig) csepregi lelkész volt, ahol már 1628-ban egyúttal mint Sopron egyházmegye egyik esperese működött.
A dunántúli evangélikusok és reformátusok a 16. század utolsó évtizedétől kezdve éleshangú hitvitákat folytattak egymással, ezekbe ő is bekapcsolódott. Elsősorban Kanizsai Pálfi János és Samarjai Máté János kálvinista prédikátorokkal vitázott.

## Munkái
- Succincta vitae Michaelis Zvonarics diatyposis metris poeticis expressa. Csepreg, 1625 (versekben.)
- A kálvinisták Magyar Harmoniájának azaz az augustana és helvetica confessiók articulusinak Samarjai János calvinista praedicator és superintendens által lett összehasonlításának meghamisítása, melyet a Szentírás-magyarázó lutheranus doctoroknak közönséges írásokból magyar nyelven világosságra kibocsátott (Csepreg, 1633).

Samarjai Máté János 1628-ban azzal a céllal nyomtatta ki Magyar Harmoniáját, hogy a kétféle hitvallás követőit a szeretet által egyesítse, egyben kimutassa, hogy az ágostai és a helvét hitvallás között nincs áthidalhatatlan ellentét. Ezt a felfogást cáfolta Lethenyei János. Végső válasza: „Mi a kálvinistákat lelki atyánkfiainak nem ismerjük és soha azoknak nem is akarjuk ismerni”.
- Az szentírásbeli hitünk ágainak rövid összeszedése (Csepreg, 1635).

Leonhard Hutter (1563–1616) wittenbergi egyetemi tanár latin nyelvű teológiai kompendiumának fordítása. A német evangélikus hittudós kézikönyvét a 17. században olyan nagyra becsülték, hogy a szász fejedelem kötelezővé tette használatát és szövegének szóról-szóra való megtanulását az ágostai hitvallású diákok között.
Írt még magyar és latin paraenesist a Zvonarics György, Rövid Felelet ... (Csepreg, 1626) c. műve olvasójához; előszót a Csepregen 1629-ben általa kiadott Imádságos könyvecskébe; latin verseket a Zvonarics Mihály, Magyar Postilla ... (Csepreg, 1627–1628) c. munkájába. Az Evangeliumok és Epistolák ... (Csepreg, 1631) szintén az ő javításaival és pótlásaival jelent meg.